# Heksenberg (Geleen)
De Heksenberg is een klein bosgebiedje in de Limburgse gemeente Sittard-Geleen.
Het ligt direct ten noorden van industriecomplex Chemelot aan de noordzijde van de Urmonderbaan (N294). Naar het westen ligt de A2 en Urmond. Het bosgebiedje behoort tot het gebied van de Graetheide.
Het bosgebiedje is grotendeels begroeid met loofbomen met verder wat plukjes naaldbomen. In het zuidoostelijke deel bevindt zich een vijver of meertje. Deze is ontstaan tijdens de winning van bruinkool van de Louisegroeve I.
In het verleden werd het terrein achtereenvolgens door de Staatsmijn Maurits en DSM gebruikt om chemisch afval te dumpen. Vanwege de hoge graad van vervuiling die er aanwezig is, is het gebied nog altijd verboden terrein voor mensen.

## Geologie
De Heksenberg ligt direct ten zuiden van de Heerlerheidebreuk op het Plateau van Graetheide en de geologie ter plaatse wijkt af van het omliggende gebied. Het grootste gedeelte van het plateau is ontstaan toen de Westmaas hier in het midden Pleistoceen tijdens het Saalien zand en Maasgrind van het Laagpakket van Caberg heeft afgezet. De Heksenberg is echter ouder dan het plateau en werd meer dan 150.000 jaar eerder door de Westmaas afgezet (Cromerien - Holsteinien), bestaande uit zand en Maasgrind van het Laagpakket van Rothem.